# 興亜工業
興亜工業株式会社（こうあこうぎょう、英文社名： KOA KOGYO CO., LTD.）は、静岡県富士市比奈に本社を置く製紙会社。中芯原紙・外装用ライナーの段ボール原紙部門において、生産量は王子製紙、日本製紙、レンゴーに次いで業界第4位。

## 概要
古紙を主原料とした製紙会社であり、富士山麓の豊富な水資源を利用でき、大消費地へのアクセスに優れているという有利な立地条件を生かして事業を行っている。
主要製品は、中芯原紙、外装用ライナー、出版・印刷用紙として更紙の3種類。年間約60万tの生産能力を有している。

## 沿革
創業は1941年（昭和16年）5月、旧・大昭和製紙の創業者である齊藤知一郎の実弟で、当時同社山林部長だった齊藤佐一が静岡県富士郡吉永村富士岡（現・富士市富士岡）にあった工場2棟を買い取り、興亜工業株式会社を創立した。この時期の日本は戦時下にあり、製紙業は不要不急の産業として統制対象となっていたことから、当初は大昭和製紙から仕入れた原紙を印刷加工して便箋と漢字書取帳を製造する印刷所として発足した。また山梨県では下駄工場を買い取って製材業に着手するとともに下駄の製造を行った。当面の業務を確保するとともに、長期的にはパルプ原料となる木材の確保を意図したものであった。
1948年（昭和23年）4月に齊藤佐一は大昭和製紙を退社し、次男の齊藤盛慶を専務として製紙業に参入。現在の所在地である静岡県富士郡吉永村比奈（現・富士市比奈）にあった製材工場を改築・短網ティシュマシンを設置し、更紙の抄造を開始。戦後の日本では出版ブームが起き、紙の需要は供給能力を大きく上回った。こうした状況下で、1950年（昭和25年）には便箋印刷業を廃してパルプ製造設備を設け、自社での原料確保を可能とした。1952年（昭和27年）には抄紙機を増設した。しかし昭和20年代末には紙価が下降、業績は低迷した。
昭和30年代に入ると興亜工業は包装紙に活路を見出し、1957年（昭和32年）には2号抄紙機を改造して色ロール紙の製造を開始した。同年5月には今泉製紙を合併し今泉工場とした。しかしビニール・プラスチックなどの石油化学製品が包装用に使用されるようになると色ロール紙の需要は減少した。一方で青果物や家電製品などの梱包用として段ボールの需要が高まり、1967年（昭和42年）から中芯原紙の製造を開始、1969年（昭和44年）には中芯用抄紙機を増設、1970年（昭和45年）には段ボールの外装用ライナーの製造を開始した。
1970年代には田子の浦港のヘドロが問題となり、興亜工業は同じく富士市に工場を持つ製紙会社の大昭和製紙、本州製紙、大興製紙とともに原因企業とされ、住民が汚水排出の停止を求める訴訟を起こした。公害対策に資金を必要とした興亜工業は丸紅との関係を強化、1970年（昭和45年）には総代理店契約を結び、1971年（昭和46年）の増資の際には丸紅の出資を受け入れた。1977年（昭和52年）には丸紅の仲介で大昭和製紙も出資した。1991年にはそれまで同じ丸紅グループの丸住製紙が生産していた更紙の生産を継承した。
1998年には子会社のコーア加工と逆さ合併を行い累損を一掃した。1999年には9割の増資を実施し、ほぼ全額を丸紅が引き受けた。この増資は東証2部上場を目指した財務強化の一環であったが、その後も上場は実現していない。

## 事業所

### 本社・営業所
- 本社事務所 - 静岡県富士市比奈1286の2[1]
- 東京営業所 - 東京都千代田区神田小川町1-7　小川町メセナビル7階[1]
- 名古屋営業所 - 名古屋市中区錦2-2-2　名古屋丸紅ビル12階[1]

### 工場
- 本社工場 静岡県富士市比奈1286の2（敷地面積: 190,000m2、建物面積: 65,500m2）[8]

## 主要設備

### 抄紙機
| M/C   | 型式                 | 網巾[mm] | 抄巾[mm] | 米坪[g/m2]（最高/最低） | 日産[t] | 製品品種       |
| ----- | -------------------- | -------- | -------- | ----------------------- | ------- | -------------- |
| 1号機 | オントップ多筒       | 4,300    | 3,850    | 160 / 115               | 450     | 中芯原紙       |
| 2号機 | オントップ多筒       | 4,300    | 3,850    | 220 / 120               | 480     | 中芯原紙       |
| 6号機 | マルチフォードリニア | 4,280    | 3,800    | 280 / 160               | 530     | 外装用ライナー |
| 8号機 | 長網多筒             | 3,700    | 3,250    | 81.4 / 40.0             | 150     | 更紙           |

### 発電設備
1965年より自家発電設備の設置を進め、1995年には発電機の増強により自家発電比率を100%としている。2004年には重油高に対応するため、NEDOおよび県・市より補助金の給付を受けてガスを用いた発電設備の設置も行った。余剰電力の売電も行っている。

#### ボイラー・タービン設備
| 名称         | ボイラー |         |      |       | タービン                                    | メーカー | 設置年月     |
| ------------ | -------- | ------- | ---- | ----- | ------------------------------------------- | -------- | ------------ |
| 3号発電設備  | 97t/H    | 9.8MPa  | 500℃ | C重油 | 12,000kW背圧5kg/cm2                         | 三菱重工 | 昭和46年1月  |
| 4号発電設備  | 150t/H   | 12.3MPa | 538℃ | C重油 | 22,000kW背圧5kg/cm2                         | 川崎重工 | 昭和51年12月 |
| N1号発電設備 | 160t/H   | 12.7MPa | 540℃ | C重油 | 50,800kW混気・抽気・腹水背気真空度708.5mmHg | 三菱重工 | 平成7年6月   |

『紙パ技協誌』2007年11月号 81ページ表4による。

#### ガスエンジン発電設備
| 名称         | 出力    | 燃料                                    | メーカー | 設置年月    |
| ------------ | ------- | --------------------------------------- | -------- | ----------- |
| 5号発電設備  | 5,100kW | 都市ガス（13A）、軽油（パイロット燃料） | 三菱重工 | 平成16年9月 |
| 廃熱ボイラー | 2.8t/H  | 0.59MPa 飽和                            |          |             |

『紙パ技協誌』2007年11月号 82ページ表5による。

### 焼却設備および排水処理設備
| 名称         | 型式             | 能力               | メーカー | 設置年月   |
| ------------ | ---------------- | ------------------ | -------- | ---------- |
| 焼却炉       | 階段式ストーカ炉 | 223.49t/日         | タクマ   | 平成8年3月 |
| 廃熱ボイラー | 14.2t/H          | 1.37MPa 飽和       |          |            |
| 活性汚泥装置 | 純酸素法         | BOD処理能力 18t/日 |          |            |

特記のない記述は『紙パ技協誌』2007年11月号 82ページ表6による。